# Lasse Saarinen
Lasse Saarinen (né en 1960) est un producteur de cinéma finlandais,.

## Biographie
En 2004-2008, Lasse Saarinen était le président de la Fédération finlandaise des producteurs de films et en 2012-2019 le président de l'association des arts de Finlande. 
En 2020, il a été élu président du conseil d'administration du Nordic Film and Television Fund pour un mandat de trois ans.

## Filmographie
- Kotia päin (1989)
- Jos Lada olisi auto (1992)
- Tallinnan pimeys (1993)
- Suolaista ja makeaa (1995)
- Lotat (1995)
- Sokko (1997)
- Peilikirkas päivä (1997)
- Daavid – tarinoita kunniasta ja häpeästä (1997)
- Futuro – tulevaisuuden olotila (1998)
- Musta kissa lumihangella (1999)
- Trans-Siberia – Merkintöjä vankileireiltä (1999)
- Rakkaudella, Maire (1999)

- Pikkusisar (1999)
- Greippi (1999)
- Kiltit tytöt (2000)
- RoboCup99 (2000)
- Apinajuttu (2000)
- Ken tulta pyytää (2001)
- Tulevaisuus ei ole entisensä (2002)
- Pieniä eroja (2002)
- Nousukausi (2003)
- Broidit (2003)
- Lallin arvoitus (2004)
- Juoksuhaudantie (2004)

- Arvoitusten huone (2007)
- Risto Räppääjä (2008)
- Erottamattomat (2008)
- Postia pappi Jaakobille (2009)
- Jälkilämpö (2010)
- Risto Räppääjä ja polkupyörävaras (2010)
- Pussikaljaelokuva (2011)
- Kaksi tarinaa rakkaudesta (2012)
- Risto Räppääjä ja viileä Venla (2012)
- Kaksi kotia (2013)
- Ei kiitos (2014)
- Atomin paluu (2015)

## Prix et récompenses
- Jussi du meilleur film, 2004, 2010
- Jussi du meilleur documentaire
- Producteur de film de l'année, 2003